# Derby Podkarpacia w piłce nożnej
Derby Podkarpacia – zwyczajowe określenie rywalizacji drużyn piłkarskich, przyjęte z uwagi na położenie klubów na obszarze obecnego województwa podkarpackiego.
Na przestrzeni lat za derby Podkarpacia uznawano rywalizację różnych zespołów: np. Resovii i Stali Stalowa Wola, Resovii i Siarki Tarnobrzeg, Siarki Tarnobrzeg i Stali Stalowa Wola (także jako derby północnego Podkarpacia bądź wielkie derby Podkarpacia), Karpat Krosno i Stali Sanok (także jako derby południowego Podkarpacia), Siarki Tarnobrzeg i Stali Mielec, Stali Mielec i Stali Stalowa Wola (zwane też jako derby Stalowskie), Stali Mielec i Stali Rzeszów, Karpat Krosno i Zelmeru Rzeszów. Ponadto pojawiło się określenie małe derby Podkarpacia dla rywalizacji mniej zasłużonych klubów (Karpaty Krosno z Naftą Jedlicze).
Prócz wyżej wymienionych rywalizacji na obszarze Podkarpacia są rozgrywane derby miejskie: Derby Rzeszowa, Derby Przemyśla, Derby Dębicy.

## Derby Siarka Tarnobrzeg – Stal Stalowa Wola
Do połowy lat 70. rywalizacja derbowa Siarki Tarnobrzeg (zał. 1957) i Stali Stalowa Wola (zał. 1938) była określana jako derby północnej Rzeszowszczyzny bądź derby Rzeszowszczyzny (do tego czasu istniało województwo rzeszowskie). Po reformie administracyjnej z 1975 i utworzeniu województwa tarnobrzeskiego (istniejącego w latach 1975–1998) mecze te określano jako derby województwa tarnobrzeskiego względnie derby tarnobrzeskie. Używano także określenia derby Siarki i Stali, albo generalnie święta wojna bądź derby. Po ustanowieniu województwa podkarpackiego (1999) rywalizację Siarki Tarnobrzeg i Stali Stalowa Wola określa się jako derby Podkarpacia, a precyzyjniej również jako derby północnego Podkarpacia bądź wielkie derby Podkarpacia.
W dotychczasowej historii derbów Siarka i Stal rywalizowały na czwartym, trzecim, drugim i pierwszym poziomie rozgrywkowym. Na poziomie drugiej klasy ligowej derby Siarki ze Stalą po raz pierwszy zostały rozegrane już w inauguracyjnej kolejce sezonu II ligi 1974/1975. Po serii derbów toczonych rokrocznie w latach 70. oraz okresie braku ligowej rywalizacji w latach 80., Siarka powróciła do II ligi w 1989 po 10 latach przerwy i wówczas ponownie rozegrano derby już w pierwszej kolejce sezonu 1989/1990. Później, w jednym sezonie oba zespoły rywalizowały w najwyższym poziomie rozgrywkowym, tj. edycji I ligi 1993/1994. Wtedy pierwsze w historii derby na najwyższym poziomie ligowym rozegrano w Stalowej Woli 18 sierpnia 1993, a mecz zakończył się wynikiem bezbramkowym. Ponadto w dwóch sezonach obie drużyny „rozminęły się” na najwyższym poziomie ligowym odpowiednio uzyskując awans i doznając spadku:
- w edycji I ligi 1991/1992 Stal została zdegradowana, a Siarka w sezonie II ligi 1991/1992 awansowała do I ligi,
- w edycji I ligi 1994/1995 Stal została zdegradowana, a Siarka w sezonie II ligi 1994/1995 awansowała do I ligi.

Przedmiotowe zestawienie derbowe rywalizacji Siarki i Stali dotyczy spotkań ligowych pierwszych zespołów seniorskich obu klubów. W niektórych sezonach jedna z drużyn derbowych występowała w klasie ligowej wspólnie z zespołem rezerwowym klubu rywala:

- IV liga, Klasa A Grupa Północna 1959 (Siarka i Stal Ib)
- IV liga, Klasa A Grupa Północna 1960 (Siarka i Stal Ib)
- IV liga, Klasa A Grupa Północna 1960/1961 (Siarka i Stal Ib)
- IV liga, Klasa A Grupa Północna 1961/1962 (Siarka i Stal Ib)
- IV liga, Klasa A Grupa Północna 1962/1963 (Siarka i Stal Ib)
- IV liga, Klasa A 1963/1964 (Siarka i Stal Ib)
- IV liga, Liga okręgowa 1968/1969 (Siarka i Stal II)
- III Liga okręgowa 1973/1974 (Siarka i Stal II)
- III Liga okręgowa 1975/1976 (Siarka i Stal II)
- III Liga, Grupa VII 1982/1983 (Siarka i Stal II)
- III Liga, Grupa VII 1985/1986 (Siarka i Stal II)

Ponadto w niektórych sezonach w rozgrywkach uczestniczyły zespoły rezerwowe obu klubów równocześnie; np. w edycji 1990/1991 Klasy Regionalnej (czwarty poziom) Grupie Kieleckiej rywalizowały Siarka II i Stal II.
Rywalizacja derbowa Siarki i Stali zyskała specyficzny charakter również z uwagi na rotację osób zaangażowanych przez oba kluby, jako że wielu zawodników, a także trenerzy pracowali naprzemiennie w obu zespołach, w niektórych przypadkach nawet w ramach jednego sezonu. Derby Siarki i Stali wiążą się z zainteresowaniem kibiców i animozjami sympatyków obu klubów. Przed derbami 3 marca 1990 na ulicach Stalowej Woli doszło do awantur. W pierwszych derbach I-ligowych 18 sierpnia 1993 do awantur dochodziło także na stadionie w Stalowej Woli.
Rywalizacja obu drużyn znalazła swoje odniesienie w kulturze: w filmie fabularnym pt. Ciuciubabka z 1977 główny bohater Piotr (w jego rolę wcielił się aktor Wiesław Wójcik) czyta w gazecie wynik meczu: Siarka Tarnobrzeg – Stal Stalowa Wola 0:4.
Za derby obu klubów uważa się także rywalizację w koszykówce mężczyzn, w której swoje zespoły mają Siarka Tarnobrzeg i Stal Stalowa Wola.

### Mecze ligowe
| Sezon     | Liga                        | Data         | Rezultat                | Gole                                                                  | Uwagi                                                                                  |
| --------- | --------------------------- | ------------ | ----------------------- | --------------------------------------------------------------------- | -------------------------------------------------------------------------------------- |
| 1965/1966 | III Liga, Okręgowa, Rzeszów | 17.X.1965    | Siarka – Stal 1:2 (1:1) | Szypuła 9' / Famulski 13', Bereżko (g.) 75'                           |                                                                                        |
| 1965/1966 | III Liga, Okręgowa, Rzeszów | 22.V.1966    | Stal – Siarka 2:0 (1:0) | Bereżko (g.) 16', Dymowski (r.) 72'                                   |                                                                                        |
| 1967/1968 | IV Liga, Okręgowa, Rzeszów  | 27.VIII.1967 | Siarka – Stal 4:0 (1:0) | Prokop 40', Korczak 48', Pieprzyk (k.) 68', 80'                       |                                                                                        |
| 1967/1968 | IV Liga, Okręgowa, Rzeszów  | 20.IV.1968   | Stal – Siarka 2:1 (1:0) | Szymiczek 30', 62' / Lipczyński 80'                                   |                                                                                        |
| 1969/1970 | IV Liga, Okręgowa, Rzeszów  | 04.X.1969    | Stal – Siarka 1:0 (1:0) | Twardoch 29'                                                          |                                                                                        |
| 1969/1970 | IV Liga, Okręgowa, Rzeszów  | 25.V.1970    | Siarka – Stal 0:2 (0:0) | Dymowski 79', Lesiński 80'                                            |                                                                                        |
| 1972/1973 | III Liga, Grupa II, Kraków  | 01.X.1972    | Stal – Siarka 0:0       |                                                                       |                                                                                        |
| 1972/1973 | III Liga, Grupa II, Kraków  | 20.V.1973    | Siarka – Stal 1:0 (0:0) | Kopek 56'                                                             |                                                                                        |
| 1974/1975 | II Liga, Grupa, Południowa  | 18.VIII.1974 | Siarka – Stal 0:2 (0:1) | Osadnik 29', Żelichowski 73'                                          | Gardzioła (ST) k. 90'                                                                  |
| 1974/1975 | II Liga, Grupa, Południowa  | 16.III.1975  | Stal – Siarka 0:1 (0:1) | Goik 6'                                                               |                                                                                        |
| 1975/1976 | II Liga, Grupa, Południowa  | 30.XI.1975   | Siarka – Stal 0:0       |                                                                       |                                                                                        |
| 1975/1976 | II Liga, Grupa, Południowa  | 13.VI.1976   | Stal – Siarka 1:0 (1:0) | Karaś 24'                                                             | Wietecha (SSW) 72'                                                                     |
| 1976/1977 | II Liga, Grupa, Południowa  | 24.X.1976    | Stal – Siarka 0:0       |                                                                       |                                                                                        |
| 1976/1977 | II Liga, Grupa, Południowa  | 29.V.1977    | Siarka – Stal 1:1 (1:1) | Jagodziński 14' / Wietecha 41'                                        |                                                                                        |
| 1977/1978 | II Liga, Grupa, Południowa  | 22.X.1977    | Siarka – Stal 0:0       |                                                                       | Jagodziński (ST) k. 66'                                                                |
| 1977/1978 | II Liga, Grupa, Południowa  | 20.V.1978    | Stal – Siarka 3:2 (2:2) | Karaś 11', 88', Ząbek 19' / Mączka 31', Kazalski 34'                  |                                                                                        |
| 1978/1979 | II Liga, Grupa, Południowa  | 06.VIII.1978 | Siarka – Stal 1:1 (0:1) | Dereń 47' / Ząbek 14'                                                 |                                                                                        |
| 1978/1979 | II Liga, Grupa, Południowa  | 01.IV.1979   | Stal – Siarka 2:0 (1:0) | Ząbek 32', Wietecha 82'                                               |                                                                                        |
| 1989/1990 | II Liga                     | 29.VII.1989  | Siarka – Stal 1:0 (0:0) | Gębura (k.) 78'                                                       |                                                                                        |
| 1989/1990 | II Liga                     | 03.III.1990  | Stal – Siarka 2:1 (0:1) | Jasina (k.) 57', Kopeć 62' / Dziubel 30'                              |                                                                                        |
| 1990/1991 | II Liga                     | 18.XI.1990   | Siarka – Stal 4:1 (1:0) | Wójcicki 15', Zieliński 70', Kopeć (s.) 75', Gromek 88' / Mulawka 68' | Kopeć (SSW) k. 30'. Do tego meczu Stal była niepokonana w lidze i zajmowała 1. miejsce |
| 1990/1991 | II Liga                     | 19.VI.1991   | Stal – Siarka 2:0 (1:0) | Michalak 37', Kopeć 64'                                               | Ostatni mecz sezonu. Stal awansowała do I ligi                                         |
| 1993/1994 | I Liga                      | 18.VIII.1993 | Stal – Siarka 0:0       |                                                                       | Pierwsze derby I-ligowe                                                                |
| 1993/1994 | I Liga                      | 23.IV.1994   | Siarka – Stal 1:0 (0:0) | Tyburski (g.) 83'                                                     |                                                                                        |

| 18 sierpnia 1993 | Stal Stalowa Wola | 0:0 | Siarka Tarnobrzeg | Stadion MOSiR, Stalowa Wola Widzów: 10000 Sędzia: Perek (Poznań) |
|                  | kartki: · Szafran, Siwucha · Stal: · Sejud – Wieprzęć, Piotrowicz, Rybak, Siwucha, Jurkowski, Szafran, Kawecki, Góreczny (od 58 min. Zgutczyński), Brytan, Sajdak (od 56 min. Zając). · Trener: Włodzimierz Gąsior |     | kartki: · Boguszewski, Nieradka, Kucharski, Ząbek · Siarka: · Paciorkowski – Boguszewski, Tyburski, Nieradka, Wilczok, Złotek, Piekarski (od 66 min. Przypkowski), Woźniak, Porębny, Kucharski, Ząbek (od 84 min. Kuczek). · Trener: Janusz Gałek |                                                                  |

| 23 kwietnia 1994 | Siarka Tarnobrzeg Tyburski 83' | 1:0(0:0) | Stal Stalowa Wola | Stadion MOSiR, Tarnobrzeg Widzów: ponad 7000 Sędzia: Cherjan (Poznań) |
|                  | kartki: – Siarka: Pawlak – Kiełbowicz, Tyburski, Porębny (od 46 min. Kukiełka), Wilczok, Zagórski, Przypkowski (od 53 min. Woźniak), Wójtowicz, Żuchnik, Berensztajn, Białek. Trener: Janusz Gałek |          | kartki: · Piotrowicz · Stal: · Sejud – Gawenda, Piotrowicz, Boruc, Ożóg, Jurkowski (od 66 min. Góreczny), Rybak, Kawecki, Pikuta, Miszczak, Rubinkiewicz (od 79 min. Zając). · Trener: Adam Musiał |                                                                       |

| Sezon     | Liga                      | Data          | Rezultat                | Gole                                                                              | Uwagi                                                                   |
| --------- | ------------------------- | ------------- | ----------------------- | --------------------------------------------------------------------------------- | ----------------------------------------------------------------------- |
| 1996/1997 | II Liga, Grupa, Wschodnia | 03.VIII.1996  | Stal – Siarka 0:1 (0:1) | Samiec 25'                                                                        |                                                                         |
| 1996/1997 | II Liga, Grupa, Wschodnia | 22.III.1997   | Siarka – Stal 1:1 (1:1) | Hynowski (w.) 33' / Włódarczyk (k.) 28'                                           | Widownia: 3500                                                          |
| 1999/2000 | II Liga                   | 15.VIII.1999  | Stal – Siarka 2:2 (1:2) | Klempka 31', Klich (w.) 74' / Majkowski 4', Żuchnik 40'                           | Widownia: ok. 4000                                                      |
| 1999/2000 | II Liga                   | 29.III.2000   | Siarka – Stal 0:1       |                                                                                   |                                                                         |
| 2001/2002 | III Liga, Grupa IV        | 26.X.2001     | Stal – Siarka 3:1 (1:1) | Radawiec 17', Wtorek 56', Ożóg (k.) 79' / Podlasek 5'                             | Widownia: 3000                                                          |
| 2001/2002 | III Liga, Grupa IV        | 20/21.IV.2002 | Siarka – Stal 0:0       |                                                                                   | Widownia: 2500                                                          |
| 2003/2004 | III Liga, Grupa IV        | 23.VIII.2003  | Stal – Siarka 2:0 (1:0) | Michalak 31', Pokrywka 86'                                                        | Widownia: 2000                                                          |
| 2003/2004 | III Liga, Grupa IV        | 27.III.2004   | Siarka – Stal 0:0       |                                                                                   | Widownia: 1500                                                          |
| 2012/2013 | II Liga, Grupa Wschodnia  | 20.X.2012     | Stal – Siarka 2:2 (0:0) | Żmuda 73', Getinger (k.) 79' / Piątkowski (k.) 53', Madeja 70'                    | Widownia: 1500                                                          |
| 2012/2013 | II Liga, Grupa Wschodnia  | 18.V.2013     | Siarka – Stal 1:2 (0:0) | Truszkowski (g.) 66' / Juda 50', Fabianowski 57'                                  | Widownia: 4000. Łanucha (SSW) 69'                                       |
| 2013/2014 | II Liga, Grupa Wschodnia  | 12.X.2013     | Stal – Siarka 0:1 (0:0) | Truszkowski 75'                                                                   | Widownia: 1700                                                          |
| 2013/2014 | II Liga, Grupa Wschodnia  | 10.V.2014     | Siarka – Stal 1:2 (0:2) | Figiel 54' / Łanucha (k.) 5', Żmuda 26'                                           | Widownia: 3450. Argasiński (SSW) 90'                                    |
| 2014/2015 | II Liga                   | 27.VIII.2014  | Stal – Siarka 1:1 (0:1) | Czarny 89' / Paluch 37'                                                           | Widownia: 3290                                                          |
| 2014/2015 | II Liga                   | 21.III.2015   | Siarka – Stal 2:1 (0:1) | Truszkowski 79', 83' / Jakubowski 15'                                             | 4000                                                                    |
| 2015/2016 | II Liga                   | 16.VIII.2015  | Stal – Siarka 1:1 (0:0) | Płonka 47' / Stefanik 81'                                                         | Oziębała (SSW) 90'. Martuś (ST) k. 90'. Widownia: 1865                  |
| 2015/2016 | II Liga                   | 05.III.2016   | Siarka – Stal 1:0 (1:0) | Stępień (k.) 12'                                                                  | Widownia: 2350                                                          |
| 2016/2017 | II Liga                   | 13.XI.2016    | Siarka – Stal 2:2 (2:2) | Stefanik 8', Ropski 22' / Waleńcik (s.) 36', Bętkowski 44'                        | Widownia: 2190                                                          |
| 2016/2017 | II Liga                   | 03.VI.2017    | Stal – Siarka 1:0 (0:0) | Gębalski (k.) 60'                                                                 | Widownia: 1700                                                          |
| 2017/2018 | II Liga                   | 07.X.2017     | Stal – Siarka 1:2 (0:0) | Zalepa 78' / Mikita 60', Ropski 81'                                               | Widownia: 2400                                                          |
| 2017/2018 | II Liga                   | 05.V.2018     | Siarka – Stal 2:2 (1:1) | Cupriak 33', Księżniakiewicz 90' / Gębalski (k.) 3', Dziubiński 90'               | Widownia: 2876                                                          |
| 2018/2019 | II Liga                   | 25.VIII.2018  | Siarka – Stal 3:0 (3:0) | Gębalski 19', 25', Kubowicz 22'                                                   | Maik (ST) 90' / Czajkowski (SSW) 74', Trubeha (SSW) 90'. Widownia: 2770 |
| 2018/2019 | II Liga                   | 16.III.2019   | Stal – Siarka 1:0 (0:0) | Mroziński 90' (+2)                                                                | Widownia: 300                                                           |
| 2020/2021 | III Liga, Grupa IV        | 26.IX.2020    | Siarka – Stal 1:4 (0:3) | Bałdyga 57' / Szifer 21', Michał Fidziukiewicz (k.) 35' (k.) 41', Chorolski 47'   | Widownia: 1200                                                          |
| 2020/2021 | III Liga, Grupa IV        | 01.05.2021    | Stal – Siarka 4:0 (0:0) | Mroziński 46', 79', Mistrzyk 64' (k.), Wojtak 90'                                 | Bez udziału publiczności                                                |
| 2021/2022 | III Liga, Grupa IV        | 25.IX.2021    | Siarka – Stal 1:0 (0:0) | Mróz 90'                                                                          | Widownia: 2800                                                          |
| 2021/2022 | III Liga, Grupa IV        | 30.IV.2022    | Stal – Siarka 2:4 (1:2) | Jopek 26' (k.), Świderski 52' / Sulkowski 12', Bałdyga 20', Adamek 84', Agudo 86' |                                                                         |

- 1965/1966: 1 – Stal, 5 – Siarka   (/14)
- 1967/1968: 1 – Stal  , 5 – Siarka (/13)
- 1969/1970: 1 – Stal  , 2 – Siarka (/14)
- 1972/1973: 1 – Stal  , 9 – Siarka (/16)
- 1974/1975: 8 – Siarka, 11 – Stal (/16)
- 1974/1975: 6 – Stal, 12 – Siarka (/16)
- 1976/1977: 4 – Siarka, 10 – Stal (/16)
- 1977/1978: 8 – Siarka, 11 – Stal (/16)
- 1978/1979: 11 – Stal, 13 – Siarka   (/16)
- 1989/1990: 3 – Stal, 12 – Siarka (/20)
- 1990/1991: 1 – Stal  , 8 – Siarka (/20)
- 1993/1994: 12 – Stal, 17 – Siarka   (/18)
- 1996/1997: 3 – Stal, 15 – Siarka   (/18)
- 1999/2000: 10 – Stal, 18 – Siarka   (/24)
- 2001/2002: 1 – Stal  , 2 – Siarka (/18)
- 2003/2004: 9 – Stal, 14 – Siarka   (/16)
- 2012/2013: 9 – Stal, 16 – Siarka (/18)
- 2013/2014: 3 – Siarka, 5 – Stal (/18)
- 2014/2015: 7 – Stal, 12 – Siarka (/18)
- 2015/2016: 6 – Siarka, 15 – Stal (/18)
- 2016/2017: 6 – Siarka, 10 – Stal (/18)
- 2017/2018: 7 – Siarka, 11 – Stal (/18)
- 2018/2019: 7 – Stal, 15 – Siarka   (/18)
- 2020/2021: 4 – Stal, 10 – Siarka (/21)
- 2021/2022: 1 – Siarka  , 7 – Stal (/18)

### Bilans ligowy
| Bilans meczów ligowych rywalizacji Siarka Tarnobrzeg – Stal Stalowa Wola | Bilans meczów ligowych rywalizacji Siarka Tarnobrzeg – Stal Stalowa Wola | Bilans meczów ligowych rywalizacji Siarka Tarnobrzeg – Stal Stalowa Wola | Bilans meczów ligowych rywalizacji Siarka Tarnobrzeg – Stal Stalowa Wola | Bilans meczów ligowych rywalizacji Siarka Tarnobrzeg – Stal Stalowa Wola |
| Liczba meczów                                                            | Zwycięstwa Siarki                                                        | Remisy                                                                   | Zwycięstwa Stali                                                         | Stosunek goli                                                            |
| ------------------------------------------------------------------------ | ------------------------------------------------------------------------ | ------------------------------------------------------------------------ | ------------------------------------------------------------------------ | ------------------------------------------------------------------------ |
| 50                                                                       | 14                                                                       | 16                                                                       | 20                                                                       | 49:59                                                                    |

W niektórych innych podsumowaniach uwzględniano bilans meczów derbowych: począwszy od sezonu 1972/1973, od sezonu 1974/1975 (w ówczesnej II lidze na poziomie centralnym), a nawet od sezonu 1993/1994.

## Derby Karpaty Krosno – Stal Sanok

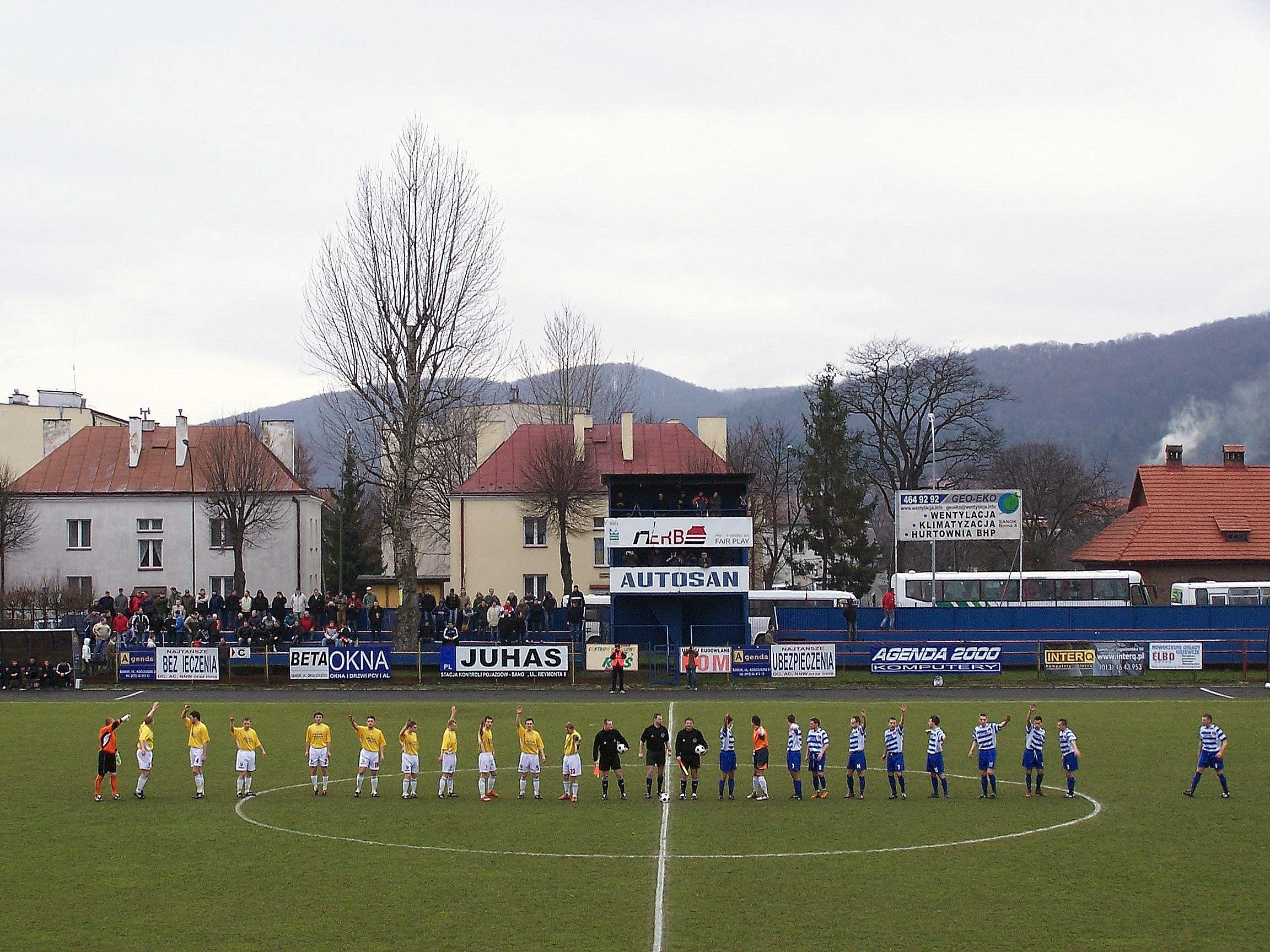
Derby Stal Sanok – Karpaty Krosno 15.03.2008

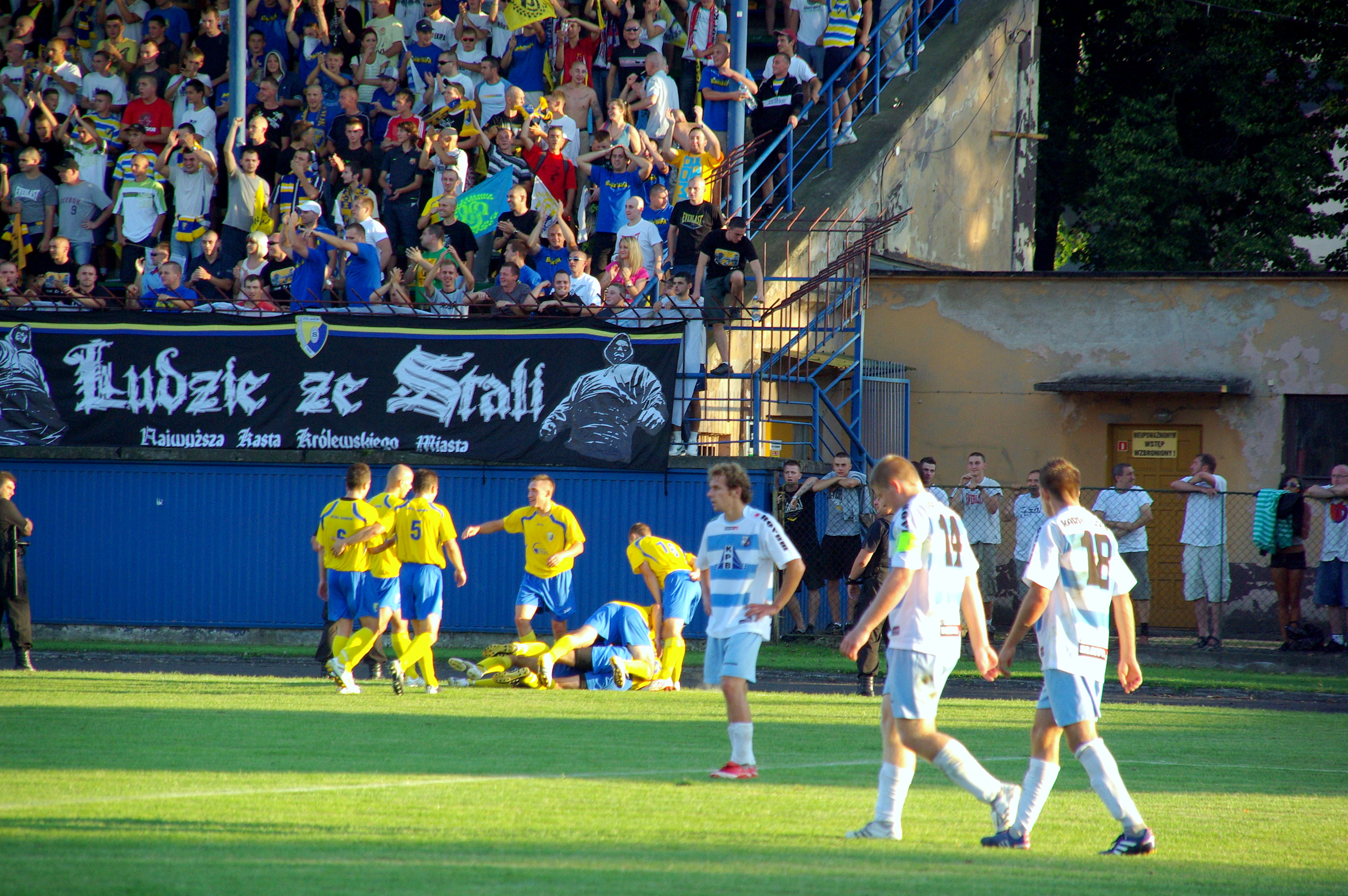
Derby Stal Sanok – Karpaty Krosno 21.08.2010

Od kilkudziesięciu lat szczególne znaczenie mają pojedynki derbowe pomiędzy Stalą Sanok a Karpatami Krosno (zwane niekiedy Derbami Krośnieńskiego, Derbami Podkarpacia, Derbami Podkarpackimi bądź Derbami Południowego Podkarpacia). Mecze te zyskały charakter derbów, zaś ich geneza tkwi w bliskim położeniu geograficznym, jak również w rywalizacji pomiędzy miastami Sanoka i Krosna, w przeszłości przynależnymi do województwa krośnieńskiego (z tego względu w okresie ówczesnego podziału administracyjnego w latach 1975–1998 rywalizacja Karpat i Stali była także określana jako derby województwa).
Pierwotnie, tuż po zakończeniu II wojny światowej przejawem meczów sanocko-krośnieńskich były spotkania Sanoczanki Sanok z MKS Legią Krosno, KS Naftą Krosno (jednak były to sparingi towarzyskie, gdyż ww. zespoły krośnieńskie, w przeciwieństwie do Sanoczanki, występowały wówczas w rzeszowskiej klasy A). W 1946 Sanoczanka awansowała do klasy A i od tego czasu rywalizowała z zespołami krośnieńskimi na poziomie ligowym.
Później drużyny sanockie i krośnieńskie rywalizowały ze sobą w rozgrywkach ligowych np. w sezonach 1955 i 1956 klasy A, gdy Sanok reprezentowały Stal i Górnik, a Krosno – Górnik i Unia. Doniesienia medialne o ekscesach w zachowaniu publiczności pojawiły się po kolejce ligowej z 7 sierpnia 1955, gdy stwierdzono takowe w podwójnych derbach, tj. zarówno w meczu Górnik Krosno – Stal Sanok oraz spotkaniu Górnik Sanok – Unia Krosno. Rywalizacja sanocko-krośnieńska obfitowała także w niesportowe zachowanie samych zawodników; w sezonie 1956 w wyjazdowym spotkaniu Stali z Unią (wygranym przez sanoczan 3:4) czterech piłkarzy otrzymało czerwoną kartkę, w tym trzech ze Stali. W sezonie 1957 na poziomie okręgowej III ligi rzeszowskiej (rozgrywki prowadzono systemem wiosna-jesień) rywalem Sanoczanki była Legia Krosno. Pierwsze mecz derbowy odbył się 26 maja 1957 w Krośnie, a w rozegranym w Sanoku rewanżu 18 sierpnia doszło także do niekulturalnych i niesportowych zachowań miejscowych kibiców.
W późniejszym czasie, w tym w dekadzie lat 60., nie dochodziło do rywalizacji ligowej drużyny krośnieńskiej (pod nazwami Legia, Krośnianka, MZKS i od 1963 Karpaty) z działającą od 1960 sanocką Stalą, jako że ww. zespoły z Krosna występowały w wyższych klasach rozgrywkowych. Pojedynki derbowe Karpat ze Stalą na poziomie ligowym stały się możliwe ponownie od początku lat 70. W latach 80. antagonizm w trakcie pojedynków Stali z Karpatami stał się wyraźniejszy za sprawą rozwijającego się zorganizowanego ruchu kibiców.
Pomimo istniejącej rywalizacji sportowej i animozji sympatyków obu zespołów w 1979 władze obu klubów podjęły współpracę, owocującą np. wymianą doświadczeń. Jednak kilka lat później, w meczu derbowym na szczeblu III ligi rozegranym w październiku 1986 w Krośnie uwidoczniło się zaostrzenie animozji między klubami – zarówno na boisku, gdzie zawodnicy wykazywali się ostrą grą i licznymi bezpardonowymi faulami, jak również na trybunach, gdzie sympatycy wznosili niekulturalne okrzyki, a zwolennicy Stali dokonali spalenia flagi Karpat.

### Rywalizacja ligowa
Zestawienie uwzględnia mecze w rozgrywkach ligowych pomiędzy klubami z Sanoka i Krosna, reprezentowanymi przez pierwsze drużyny klubowe. Nie zostały wzięte pod uwagę spotkania ligowe, w których uczestniczyły rezerwowe zespoły klubów. W wykazie nie zostały uwzględnione także spotkania pomiędzy pierwszymi drużynami klubów w ramach rozgrywek o Puchar Polski, jak również pojedynki sparingowe wzgl. towarzyskie.
| Sezon     | Liga                                       | Data           | Rezultat                                       | Gole                                                                                | Uwagi |
| --------- | ------------------------------------------ | -------------- | ---------------------------------------------- | ----------------------------------------------------------------------------------- | --- |
| 1946/1947 | Klasa A, okręg rzeszowski                  | 20.X.1946      | Nafta – Sanoczanka 2:2 (0:1)                   | Schmidt (k.) 68' (k.) 73' / Patała 24', Wolwowicz (g.) 55'                          | Sędzia: por. Słowiński (Krosno) |
| 1946/1947 | Klasa A, okręg rzeszowski                  | 17.XI.1946     | Sanoczanka – Legia 2:1                         |                                                                                     | |
| 1946/1947 | Klasa A, okręg rzeszowski                  | 1947           | Sanoczanka – Nafta                             |                                                                                     | |
| 1946/1947 | Klasa A, okręg rzeszowski                  | 1947           | Legia – Sanoczanka                             |                                                                                     | |
| 1949/1950 | Klasa B, Grupa Południe                    | 09.X.1949      | Związkowiec – Unia 5:1 (3:0)                   | Rogowski 4, Szczerba / Hect                                                         | Pełna nazwa klubu: ZKS Związkowiec Sanoczanka Sanok |
| 1949/1950 | Klasa B, Grupa Południe                    | 21.XI.1949     | Gwardia – Związkowiec 5:1 (1:0)                |                                                                                     | |
| 1949/1950 | Klasa B, Grupa Południe                    | 23.IV.1950     | Unia – Związkowiec 4:1 (2:1)                   |                                                                                     | |
| 1949/1950 | Klasa B, Grupa Południe                    | 1950           | Związkowiec – Gwardia                          |                                                                                     | |
| 1950/1951 | Klasa B                                    | 08.X.1950      | Gwardia – Unia Sanok 2:3 (0:2)                 |                                                                                     | |
| 1950/1951 | Klasa B                                    | 1950           | Unia Sanok – Stal Sanok                        |                                                                                     | |
| 1950/1951 | Klasa B                                    | 1951           | Unia Sanok – Gwardia                           |                                                                                     | |
| 1950/1951 | Klasa B                                    | 1951           | Stal Sanok – Unia Sanok                        |                                                                                     | |
| 1952      | Klasa I, Grupa IV                          | 25.V.1952      | Górnik Sanok – Górnik Krosno 3:3 (2:1)         |                                                                                     | |
| 1952      | Klasa I, Grupa IV                          | 09.VII.1952    | Górnik Krosno – Górnik Sanok 1:4 (0:2)         |                                                                                     | |
| 1954      | Klasa A, Grupa II                          | 11.IV.1954     | Górnik Krosno – Górnik Sanok 3:1 (0:1)         |                                                                                     | |
| 1954      | Klasa A, Grupa II                          | 30.V.1954      | Stal – Górnik Krosno 0:4 (0:2)                 |                                                                                     | |
| 1954      | Klasa A, Grupa II                          | 25.VIII.1954   | Górnik Sanok – Górnik Krosno 4:1 (2:0)         |                                                                                     | |
| 1954      | Klasa A, Grupa II                          | 05.IX.1954     | Górnik Krosno – Stal 2:1 (1:1)                 |                                                                                     | |
| 1955      | Klasa A                                    | 27.III.1955    | Stal Sanok – Górnik Krosno 4:1 (1:1)           | Kornecki 2, Huczko, Szczupaczyński / Chmura                                         | |
| 1955      | Klasa A                                    | 27.III.1955    | Unia Krosno – Górnik Sanok 6:4 (6:1)           | Pakiet 4, Szwajlik 2 / Oska, Brzozowski, Strzyżowski, Drwięga                       | |
| 1955      | Klasa A                                    | 05.VI.1955     | Górnik Sanok – Górnik Krosno 0:1 (0:1)         |                                                                                     | |
| 1955      | Klasa A                                    | 19.VI.1955     | Stal – Unia Krosno 1:1 (0:0)                   |                                                                                     | |
| 1955      | Klasa A                                    | 07.VIII.1955   | Górnik Krosno – Stal Sanok 1:2 (0:0)           |                                                                                     | W terminarzu na sezon 1955 drużyna krośnieńska była przedstawiana pierwotnie jako Unia Krosno, początkowo występowała pod tą nazwą, jednak rozgrywki zakończyła jako Górnik Krosno |
| 1955      | Klasa A                                    | 07.VIII.1955   | Górnik Sanok – Unia Krosno 7:1 (3:1)           |                                                                                     | W terminarzu na sezon 1955 drużyna krośnieńska była przedstawiana pierwotnie jako Unia Krosno, początkowo występowała pod tą nazwą, jednak rozgrywki zakończyła jako Górnik Krosno |
| 1955      | Klasa A                                    | 02.X.1955      | Górnik Krosno – Górnik Sanok 2:0 (2:0)         |                                                                                     | W terminarzu na sezon 1955 drużyna krośnieńska była przedstawiana pierwotnie jako Unia Krosno, początkowo występowała pod tą nazwą, jednak rozgrywki zakończyła jako Górnik Krosno |
| 1955      | Klasa A                                    | 16.X.1955      | Unia Krosno – Stal 1:1 (0:1)                   |                                                                                     | W terminarzu na sezon 1955 drużyna krośnieńska była przedstawiana pierwotnie jako Unia Krosno, początkowo występowała pod tą nazwą, jednak rozgrywki zakończyła jako Górnik Krosno |
| 1956      | Klasa A                                    | 13.V.1956      | Unia Krosno – Stal Sanok 3:4 (2:2)             | Zajdel 2, Pasek / Kornecki 2, Markowski, Mach                                       | / |
| 1956      | Klasa A                                    | 20.V.1956      | Górnik Krosno – Górnik Sanok 2:0 (0:0)         |                                                                                     | |
| 1956      | Klasa A                                    | 01.VII.1956    | Górnik Krosno – Stal Sanok 2:1 (1:1)           | Zajączkowski, Habrat / Kornecki (k.)                                                | |
| 1956      | Klasa A                                    | 01.VII.1956    | Górnik Sanok – Unia Krosno 3:1 (1:1)           |                                                                                     | |
| 1956      | Klasa A                                    | 26.VIII.1956   | Stal Sanok – Unia Krosno 1:0 (0:0)             | Markowski                                                                           | |
| 1956      | Klasa A                                    | 02.IX.1956     | Górnik Sanok – Górnik Krosno 4:0 (3:0)         | Samochwał, Drwięga, Wolwowicz, Rogowski                                             | |
| 1956      | Klasa A                                    | 14.X.1956      | Stal Sanok – Górnik Krosno 3:1 (3:0)           |                                                                                     | |
| 1956      | Klasa A                                    | 14.X.1956      | Górnik Sanok – Unia Krosno 3:1 (2:1)           |                                                                                     | |
| 1957      | Klasa A, grupa południowa                  | 19.V.1957      | Krośnianka – Podhalanin (Stal) Sanok 3:0 (2:0) |                                                                                     | Po pierwszej rundzie połączono kluby Stal (Podhalanin) i Sanoczanka, wskutek czego w rundzie rewanżowej grała RKS Sanoczanka w III lidze i RKS Sanoczanka II w klasie A.           |
| 1957      | Klasa A, grupa południowa                  | 25.VII.1957    | RKS Sanoczanka II Sanok – Krośnianka 0:3 (w.)  |                                                                                     | Po pierwszej rundzie połączono kluby Stal (Podhalanin) i Sanoczanka, wskutek czego w rundzie rewanżowej grała RKS Sanoczanka w III lidze i RKS Sanoczanka II w klasie A.           |
| 1957      | III liga                                   | 26.V.1957      | Legia – Sanoczanka 4:0 (2:0)                   | Gbyl 14', Skowronek (k.) 38', Olszówka 60', 87'                                     | Goście kończyli mecz w 9-ciu |
| 1957      | III liga                                   | 18.VIII.1957   | RKS Sanoczanka – Legia 3:1 (0:1)               | Kornecki I 55', Drwięga 58', Tarapacki (g.) 75' / Sołtysik 40'                      | Gospodarze od 35' grali w 10-ciu. · Skowronek (LK) k. 51' |
| 1958      | III liga                                   | 13.IV.1958     | Krośnianka – RKS Sanoczanka 2:1 (1:1)          |                                                                                     | |
| 1958      | III liga                                   | 29.VI.1958     | RKS Sanoczanka – Krośnianka 1:0 (1:0)          | Samochwał 37'                                                                       | |
| 1959      | III liga                                   | 24.V.1959      | RKS Sanoczanka – Krośnianka 0:4 (0:3)          | Zajączkowski 6', Rożniata 30', Kumor 30', Pudrzyński 87'                            | |
| 1959      | III liga                                   | 30.VIII.1959   | Krośnianka – RKS Sanoczanka 1:0 (0:0)          | Zajączkowski 69'                                                                    | |
| 1970/1971 | Klasa okręgowa                             | 06.IX.1970     | Karpaty – Stal 3:0 (2:0)                       | Zych 24' / Matelowski 36' i 39'                                                     | |
| 1970/1971 | Klasa okręgowa                             | 01.VI.1971     | Stal – Karpaty 1:1 (0:1)                       | Chrapek 63' / Janik 44'                                                             | |
| 1972/1973 | Klasa okręgowa                             | 21.X.1972      | Stal – Karpaty 1:1 (1:0)                       | Łękawski 34' / Adamowicz 63'                                                        | |
| 1972/1973 | Klasa okręgowa                             | 21.VI.1973     | Karpaty – Stal 4:2 (0:0)                       | Niżnik 64' (k.), Kozubal 72', Adamowicz 82' i 85' / Lisowski 53', Pietrzkiewicz 80' | Mecz zaległy |
| 1973/1974 | Klasa okręgowa                             | 14.X.1973      | Stal – Karpaty 1:1 (1:0)                       | Pietrzkiewicz 37' / Kozubal 74'                                                     | |
| 1973/1974 | Klasa okręgowa                             | 26.V.1974      | Karpaty – Stal 4:0 (1:0)                       | Szopa 17', Słowik 57' (k.), Gut 61', Jasłowski 64'                                  | |
| 1974/1975 | Klasa wojewódzka                           | 19.X.1974      | Karpaty – Stal 1:0 (0:0)                       | Matelowski 68'                                                                      | Słowik (KK) k. 9' |
| 1974/1975 | Klasa wojewódzka                           | 17.V.1975      | Stal – Karpaty 1:1 (0:0)                       | Łękawski 57' / Szopa 75'                                                            | |
| 1975/1976 | Klasa okręgowa                             | 19.X.1975      | Stal – Karpaty 3:0 (1:0)                       | Pietrzkiewicz 57' i 76', Tabor 71'                                                  | |
| 1975/1976 | Klasa okręgowa                             | 29.V.1976      | Karpaty – Stal 0:0                             |                                                                                     | Karpaty – k. |
| 1976/1977 | III liga, Grupa IV                         | 11.IX.1976     | Stal – Karpaty 0:1 (0:1)                       | Biały 5'                                                                            | |
| 1976/1977 | III liga, Grupa IV                         | 24.IV.1977     | Karpaty – Stal 1:0 (0:0)                       | Starzyk 65'                                                                         | |
| 1978/1979 | III liga, Grupa IV                         | 08.XII.1978    | Stal – Karpaty 0:2 (0:1)                       | Adamowicz 10', Trojnacki 49'                                                        | Mecz zaległy. Pietrzkiewicz (SS) – k. 41' |
| 1978/1979 | III liga, Grupa IV                         | 09.VI.1979     | Karpaty – Stal 0:0                             |                                                                                     | |
| 1979/1980 | III liga, Grupa IV                         | 02.XII.1979    | Stal – Karpaty 0:0                             |                                                                                     | Mecz zaległy |
| 1979/1980 | III liga, Grupa IV                         | 08.VI.1980     | Karpaty – Stal 1:0 (1:0)                       | J. Urbanek 16'                                                                      | |
| 1981/1982 | III liga, Grupa IV                         | 29.VIII.1981   | Stal – Karpaty 1:1 (0:0)                       | Pietrzkiewicz (w.) 75' / Eustachiewicz 49'                                          | |
| 1981/1982 | III liga, Grupa IV                         | 03.IV.1982     | Karpaty – Stal 0:1 (0:1)                       | Pietrzkiewicz (r.) 40'                                                              | |
| 1982/1983 | III liga, Grupa VIII                       | 18.IX.1982     | Karpaty – Stal 0:0                             |                                                                                     | |
| 1982/1983 | III liga, Grupa VIII                       | 08.V.1983      | Stal – Karpaty 1:0 (0:0)                       | A. Adamiak 63'                                                                      | |
| 1984/1985 | III liga, Grupa VIII                       | 25.VIII.1984   | Stal – Karpaty 0:0                             |                                                                                     | |
| 1984/1985 | III liga, Grupa VIII                       | 08.V.1985      | Karpaty – Stal 3:0 (0:0)                       | M. Kochan 52', 64', 81'                                                             | Mecz powtórzony |
| 1986/1987 | III liga, Grupa VIII                       | 11/12.X.1986   | Karpaty – Stal 2:1 (1:0)                       | Mazur 15', Baran 76' / Ślusarz 73'                                                  | Skubisz (Stal) 56' |
| 1986/1987 | III liga, Grupa VIII                       | 30.V.1987      | Stal – Karpaty 1:1 (0:1)                       | Lubieniecki 54' / Urbanek 19'                                                       | |
| 1990/1991 | III liga, Grupa III                        | 06.X.1990      | Stal – Karpaty 1:0 (1:0)                       | R. Kaszuba 90' (k.)                                                                 | |
| 1990/1991 | III liga, Grupa III                        | 18.V.1991      | Karpaty – Stal 3:1 (2:0)                       | Kosiek 13', Ząbek 37', Tomkiewicz 70' / Jedlikowski 72'                             | |
| 1991/1992 | III liga, Grupa Małopolska                 | 31.VIII.1991   | Karpaty – Stal 1:1 (0:0)                       | Cwynar 70' / Badowicz 66'                                                           | Folcik, Kawecki (SS) |
| 1991/1992 | III liga, Grupa Małopolska                 | 11.IV.1992     | Stal – Karpaty 0:1 (0:1)                       | Ząbek 18'                                                                           | |
| 1995/1996 | III liga, Grupa Małopolska                 | 06.VIII.1995   | Karpaty – Stal 0:1 (0:1)                       | Mulawka 25'                                                                         | Cwynar (KK) 70'. Zięba (SS) k. 83' |
| 1995/1996 | III liga, Grupa Małopolska                 | 31.III.1996    | Stal – Karpaty 2:0 (2:0)                       | Kornecki 5', Łoch 43'                                                               | Kolejka ligowa przełożona |
| 2003/2004 | IV liga, Grupa Podkarpacka                 | 25/26.X.2003   | Stal Herb – Krośnianka 2:0 (0:0)               | Bogacz 60', Badowicz 88'                                                            | |
| 2003/2004 | IV liga, Grupa Podkarpacka                 | 05.VI.2004     | Krośnianka – Stal Herb 1:2 (0:2)               | Włodarski 79' / Socha 32' (g.), Kosiba 34'                                          | |
| 2004/2005 | IV liga, Grupa Podkarpacka                 | 25.VIII.2004   | Krośnianka-Karpaty – Stal Herb 0:1 (0:1)       | Kosiba 24'                                                                          | Mecz zaległy |
| 2004/2005 | IV liga, Grupa Podkarpacka                 | 20.IV.2005     | Stal Herb – Krośnianka-Karpaty 2:0 (1:0)       | Mielniczek 9', Kosiba 56'                                                           | |
| 2007/2008 | IV liga, Grupa Podkarpacka                 | 05.IX.2007     | Krośnianka-Karpaty – Stal 4:2 (1:1)            | D. Ruszała 14', P. Ruszała 63', 90+2', Czaja 90' / Zajdel 36' (w.), Kosiba 52'      | Mecz zaległy. Kuzicki (SS) |
| 2007/2008 | IV liga, Grupa Podkarpacka                 | 15.III.2008    | Stal – Krośnianka-Karpaty 0:3 (w.)             |                                                                                     | W meczu 1:1 (0:0) |
| 2009/2010 | III liga, Grupa VIII Lubelsko- Podkarpacka | 05.IX.2009     | Karpaty – Stal 2:1 (2:1)                       | Biliński 16', Szymański 23' / Kosiba 28'                                            | |
| 2009/2010 | III liga, Grupa VIII Lubelsko- Podkarpacka | 12.V.2010      | Stal – Karpaty 2:0 (1:0)                       | Kuzicki (g.) 37', Nikody (w.) 60'                                                   | Mecz zaległy |
| 2010/2011 | III liga, Grupa VIII Lubelsko- Podkarpacka | 21.VIII.2010   | Stal – Karpaty 3:1 (1:1)                       | Pańko 43', 68', 73' / Buczek 32' (k.)                                               | |
| 2010/2011 | III liga, Grupa VIII Lubelsko- Podkarpacka | 27.III.2011    | Karpaty – Stal 1:2 (1:1)                       | Łukaczyński 41' / Nikody 39', Kuzicki 62'                                           | |
| 2011/2012 | III liga, Grupa VIII Lubelsko- Podkarpacka | 11.IX.2011     | Karpaty – Stal 1:1 (1:1)                       | Radulj 1' / Dam. Niemczyk (g.) 17'                                                  | |
| 2011/2012 | III liga, Grupa VIII Lubelsko- Podkarpacka | 22.IV.2012     | Stal – Karpaty 1:1 (1:0)                       | Mroczka (r.) 4' / Buczek 48'                                                        | |
| 2012/2013 | III liga, Grupa VIII Lubelsko- Podkarpacka | 03.XI.2012     | Stal – Karpaty 1:1 (1:0)                       | Faka 28' / Buczek (g.) 47'                                                          | |
| 2012/2013 | III liga, Grupa VIII Lubelsko- Podkarpacka | 29.VI.2013     | Karpaty – Stal 1:1 (0:1)                       | Fydrych 78' / Faka 23'                                                              | Liput, Włodarski / Kuzicki, Sobolak 61' |
| 2013/2014 | III liga, Grupa VIII Lubelsko- Podkarpacka | 24.VIII.2013   | Karpaty – Stal 0:0                             |                                                                                     | Walaszczyk 90' / Węgrzyn 41'. · Szałamaj (SS) k. 77' |
| 2013/2014 | III liga, Grupa VIII Lubelsko- Podkarpacka | 05.IV.2014     | Stal – Karpaty 0:2 (0:1)                       | Fundakowski 19', 64'                                                                | |
| 2018/2019 | IV liga, Grupa Podkarpacka                 | 29.VIII.2018   | Karpaty – Ekoball Stal 0:1 (0:1)               | Jaklik '22                                                                          | |
| 2018/2019 | IV liga, Grupa Podkarpacka                 | 06.IV.2019     | Ekoball Stal – Karpaty 1:2 (0:0)               | Kuzio 90' / Fundakowski 51', Kowalski 88'                                           | |
| 2019/2020 | IV liga, Grupa Podkarpacka                 | 24.VIII.2019   | Karpaty – Ekoball Stal 1:3 (1:0)               | Wojtasik 44' / Sieradzki 64', Ząbkiewicz 66', Kar. Adamiak (k.) 88'                 | |
| 2019/2020 | IV liga, Grupa Podkarpacka                 | 28/29.III.2020 | Ekoball Stal – Karpaty                         | Mecz odwołany z powodu pandemii COVID-19, a sezon przedwcześnie zakończony          | Mecz odwołany z powodu pandemii COVID-19, a sezon przedwcześnie zakończony |
| 2020/2021 | IV liga, Grupa Podkarpacka                 | 03.X.2020      | Karpaty – Ekoball Stal 1:0 (1:0)               | Kar. Adamiak (s.) 3'                                                                | |
| 2020/2021 | IV liga, Grupa Podkarpacka                 | 2021           | Ekoball Stal – Karpaty                         | W rundzie rewanżowej oba zespoły rywalizowały w osobnych podgrupach                 | W rundzie rewanżowej oba zespoły rywalizowały w osobnych podgrupach |
| 2021/2022 | IV liga, Grupa Podkarpacka                 | 06.XI.2021     | Ekoball Stal – Karpaty 0:0                     |                                                                                     | |
| 2021/2022 | IV liga, Grupa Podkarpacka                 | 04.VI.2022     | Karpaty – Ekoball Stal 2:1 (1:1)               | Matofij 25' (g.), Fundakowski 73' (g.) / Dam. Niemczyk 23'                          | |
| 2024/2025 | IV liga, Grupa Podkarpacka                 | 10.VIII.2024   | Ekoball Stal – Karpaty 1:0 (0:0)               | Maślany 19'                                                                         | Radulj (KK) 90' |
| 2024/2025 | IV liga, Grupa Podkarpacka                 | 08.III.2025    | Karpaty – Ekoball Stal 1:1 (0:0)               | Dziadosz 67' / Gierczak 83'                                                         | |

### Bilans ligowy
| Bilans meczów ligowych rywalizacji Karpaty Krosno – Stal Sanok | Bilans meczów ligowych rywalizacji Karpaty Krosno – Stal Sanok | Bilans meczów ligowych rywalizacji Karpaty Krosno – Stal Sanok | Bilans meczów ligowych rywalizacji Karpaty Krosno – Stal Sanok | Bilans meczów ligowych rywalizacji Karpaty Krosno – Stal Sanok |
| Liczba meczów                                                  | Zwycięstwa Karpat                                              | Remisy                                                         | Zwycięstwa Stali                                               | Stosunek goli                                                  |
| -------------------------------------------------------------- | -------------------------------------------------------------- | -------------------------------------------------------------- | -------------------------------------------------------------- | -------------------------------------------------------------- |
| 54                                                             | 19                                                             | 19                                                             | 16                                                             | 58:49                                                          |

- Bilans uwzględnia rywalizację ligową zespołów pod szyldem Stali Sanok i Karpat Krosno począwszy od sezonu 1970/1971.
- Mecze w Krośnie: 28 spotkań (13 zwycięstw Karpat, 8 remisów, 7 wygranych Stali), bramki 38:23 na korzyść Karpat.
- Mecze w Sanoku: 26 spotkań (9 wygranych Stali, 11 remisów, 6 zwycięstw Karpat), bramki 26:20 na korzyść Stali.

## Derby miejskie
Derby Przemyśla
Derby Rzeszowa
Derby Dębicy